# Procladius brevipetiolatus
Procladius brevipetiolatus är en tvåvingeart som först beskrevs av Maurice Emile Marie Goetghebuer 1935.  Procladius brevipetiolatus ingår i släktet Procladius och familjen fjädermyggor. Inga underarter finns listade i Catalogue of Life.